# Municipio de Union (condado de Nevada)
El municipio de Union (en inglés: Union Township) es un municipio ubicado en el condado de Nevada en el estado estadounidense de Arkansas. En el año 2010 tenía una población de 216 habitantes y una densidad poblacional de 1,78 personas por km².

## Geografía
El municipio de Union se encuentra ubicado en las coordenadas 33°42′54″N 93°9′59″O / 33.71500, -93.16639. Según la Oficina del Censo de los Estados Unidos, el municipio tiene una superficie total de 121.65 km², de la cual 121,29 km² corresponden a tierra firme y (0,3 %) 0,36 km² es agua.

## Demografía
Según el censo de 2010, había 216 personas residiendo en el municipio de Union. La densidad de población era de 1,78 hab./km². De los 216 habitantes, el municipio de Union estaba compuesto por el 37,96 % blancos, el 56,94 % eran afroamericanos, el 4,17 % eran asiáticos y el 0,93 % eran de una mezcla de razas. Del total de la población el 0 % eran hispanos o latinos de cualquier raza.